# Fajr Ibrahim
Fajr Ibrahim, ar. فجر إبراهيم (ur. 22 czerwca 1964 w Damaszku) – syryjski piłkarz i trener piłkarski.

## Kariera piłkarska

### Kariera klubowa
Występował w klubie Al-Wahda Damaszek.

## Kariera trenerska
Od 5 sierpnia 2006 do 26 marca 2008 prowadził narodową reprezentację Syrii. Od 13 listopada 2008 do 13 września 2010 ponownie kierował drużyną Syrii. Potem trenował kluby Al-Shorta i Dohuk SC. Od stycznia 2015 ponownie stał na czele reprezentacji Syrii.